# Брат Кадфаэль
«Брат Кадфаэль» (англ. Cadfael) — британский телевизионный сериал на основе серии романов Эллис Питерс, главным героем которых является монах-бенедиктинец брат Кадфаэль, сыщик-любитель, живущий в аббатстве Шрусбери в XII веке.

## Сюжет
Действие фильма развивается между 1135 и 1145 годами, во времена гражданской войны между королевой Матильдой и королём Стефаном Блуаским, когда земли англо-валлийского пограничья, в том числе графства Шропшир, подвергались грабежам со стороны наёмников и дезертиров из армий враждующих сторон.
Кадфаэль (совр. англ. Кадфайл) — валлийский монах-бенедиктинец, живущий в аббатстве Шрусбери. Он прекрасно разбирается в растениях, мазях и отварах, поэтому является травником. Периодически спокойная жизнь в монастыре нарушается появлением трупов. Естественно, расследованием различных преступлений занимается местный шериф Хью Берингар, но брат Кадфаэль в силу большого жизненного опыта, острого ума, наблюдательности, знания психологии и умения располагать к себе людей неизменно помогает распутывать сложнейшие дела.
В монастырь Кадфаэль попал уже в зрелом возрасте, до этого он принимал активное участие в Крестовых походах. Были у него в ту пору и романтические отношения. В молодости у него была невеста Ричильдис, а от мусульманки Мириам у Кадфаэля есть сын — Оливье де Бретань, которого мать вырастила в любви и уважении к отцу и христианству.
Кадфаэль — очень общительный и мудрый человек, абсолютно не тщеславный, аполитичный, легко находит общий язык с людьми, ему доверяют и надеются на его советы, он может и провести вскрытие, и изготовить лекарственное средство, и отвернуться, когда при нём целуются, и не уклониться от искренних объятий.

## В ролях
| Актёр            | Роль                           |
| ---------------- | ------------------------------ |
| Дерек Джекоби    | Брат Кадфаэль                  |
| Майкл Калвер     | Приор Роберт                   |
| Джулиан Ферт     | Брат Джером                    |
| Терренс Хардиман | Аббат Радульфус                |
| Марк Чарнок      | Брат Освин                     |
| Шон Пертви       | Шериф Хью Берингар (1 сезон)   |
| Оин МакКарти     | Шериф Хью Берингар (2,3 сезон) |
| Энтони Грин      | Шериф Хью Берингар (4 сезон)   |

## Список серий
| Сезон | Серия | Название                       | Номер книги | Дата выхода     | Режиссёр         |
| ----- | ----- | ------------------------------ | ----------- | --------------- | ---------------- |
| 1     | 01    | Один лишний труп               | 2           | 29 мая 1994     | Грэхэм Тикстон   |
| 1     | 02    | Воробей под святой кровлей     | 7           | 5 июня 1994     | Грэхэм Тикстон   |
| 1     | 03    | Прокажённый из приюта св. Жиля | 5           | 12 июня 1994    | Грэхэм Тикстон   |
| 1     | 04    | Монаший капюшон                | 3           | 19 июня 1994    | Грэхэм Тикстон   |
| 2     | 05    | Погребённая во льдах           | 6           | 26 декабря 1995 | Малкольм Маубрэй |
| 2     | 06    | Послушник Дьявола              | 8           | 18 августа 1996 | Герберт Уайс     |
| 2     | 07    | Страсти по мощам               | 1           | 25 августа 1996 | Ричард Страуд    |
| 3     | 08    | Роза в уплату                  | 13          | 12 августа 1997 | Ричард Страуд    |
| 3     | 09    | Ярмарка в день Св. Петра       | 4           | 19 августа 1997 | Герберт Уайс     |
| 3     | 10    | Тень ворона                    | 12          | 26 августа 1997 | Кен Грив         |
| 4     | 11    | Святой вор                     | 19          | 23 июня 1998    | Кен Грив         |
| 4     | 12    | Смерть на земле горшечника     | 17          | 23 декабря 1998 | Мэри МакМюррей   |
| 4     | 13    | Роковой обет                   | 10          | 28 декабря 1998 | Кен Грив         |

## Описание серий
Первый сезон
- «Один лишний труп» (One Corpse Too Many). В ролях: Кристиан Бургесс, Майкл Грандейдж, Ричард Хендерс, Джульетт Кэтон, Джереми Янг, Дэвид Гарфилд, Мэгги О’Нилл, Джеффри Лислей, Билл Невилль, Роберт Оутс
- «Воробей под святой кровлей» (The Sanctuary Sparrow). В ролях: Фиона Гиллис, Мария Майлз, Хью Бонневилль, Стивен Маккинтош, Патрик Бреннан, Роджер Бут, Сара Стивенс, Наташа МакЭлхон
- «Прокажённый из приюта св. Жиля» (The Leper of St. Giles). В ролях: Джон Беннетт, Сара Бэдел, Тара Фицджеральд, Сьюзан Флитвуд, Джонатан Хайд

Четвёртый сезон
- «Смерть на земле горшечника» (The Potter’s Field). Во время распашки нового поля монахи находят труп неизвестной молодой женщины, похороненный со всеми почестями. Брат Кадфаэль не находит признаков насильственной смерти и определяет, что умерла она около года назад. Монахи вспоминают, что примерно в это время исчезла жена брата Руалда, ушедшего в монастырь несмотря на её протесты. Монахи и жители деревни обвиняют Руалда в убийстве жены, хотя на теле нет видимых повреждений и невозможно определить она ли это вообще. Руалд казнит себя, так как понимает, что своим уходом в монастырь причинил ей много страданий, и мучается от неизвестности — жива ли его жена?

В ролях: Грегор Трутер, Мэл Мартин, Джек Клэфф, Робин Лэйн, Питер Балдвин, Джон Боулер, Питер Аубрей, Филип Герберт, Натали Джонс.[уточнить]

## Отзывы
Гарет Томас, играющий брата Кадфаэля на театральной сцене, признался, что он «не фанат» телевизионной экранизации. Признавая актёрский талант Дерека Джекоби, Томас считает, что выбор на роль Джейкоби не был удачным. Также он отметил неправдоподобие некоторых бытовых моментов в экранизации.